# 멜라니 르네
멜라니 르네(Mélanie René, 1990년 9월 1일 ~ )는 스위스의 싱어송라이터이다.